# Oleg Tijobáyev
Oleg Ígorevich Tijobáyev –en ruso, Олег Игоревич Тихобаев– (Vladivostok, URSS, 26 de julio de 1990) es un deportista ruso que compitió en natación, especialista en el estilo libre.
Ganó una medalla de oro en el Campeonato Mundial de Natación en Piscina Corta de 2014 y una medalla de bronce en el Campeonato Europeo de Natación de 2012.

## Palmarés internacional
| Campeonato Mundial en Piscina Corta | Campeonato Mundial en Piscina Corta | Campeonato Mundial en Piscina Corta | Campeonato Mundial en Piscina Corta |
| Año                                 | Lugar                               | Medalla                             | Prueba                              |
| ----------------------------------- | ----------------------------------- | ----------------------------------- | ----------------------------------- |
| 2014                                | Doha (Catar)                        | Medalla de oro                      | 4 × 50 m libre                      |
| Campeonato Europeo                  |                                     |                                     |                                     |
| Año                                 | Lugar                               | Medalla                             | Prueba                              |
| 2012                                | Debrecen (Hungría)                  | Medalla de bronce                   | 4 × 100 m libre                     |